# Windows95man
Windows95man, artistnamn för Teemu Keisteri, född 22 augusti 1985 i Esbo, är en finländsk DJ och musiker.
Windows95mans visuella uttryck är inspirerat av mitten av 1990-talet då operativsystemet Windows 95 släpptes. Han representerade Finland i Eurovision Song Contest 2024 med låten "No Rules!" som han framförde tillsammans med sångaren Henri Piispanen. Duon placerade sig på en 19:e plats i finalen. Windows95man bär ofta korta jeansshorts vilket var en bärande del i hans scenframträdande under Eurovision. Scenframträdandet skapades av den svenska koreografen Fredrik Rydman.
Windows95man har även medverkat som sidekick i SVT:s TV-program Finnomani (2016–2017).